# Уломов, Валентин Иванович
Валентин Иванович Уломов (7 января 1933, Ташкент — 6 июня 2017, Москва) — советский, российский сейсмолог, доктор физико-математических наук, член-корреспондент АН УзССР, лауреат Государственной премии России (2002).

## Биография
В 1955 г. окончил горный факультет Среднеазиатского политехнического института по специальности «Геофизические методы разведки полезных ископаемых». Работал младшим научным сотрудником, заведующим (с 1959) сейсмической станцией «Ташкент». С 1960 г. — заместитель директора Института геологии и геофизики АН УзССР, в 1966—1985 гг. — заместитель директора Института сейсмологии АН УзССР. Одновременно (до 1990) продолжал заведовать сейсмической станцией, преобразованной в Ташкентскую сейсмологическую обсерваторию.
В Институте физики Земли АН СССР (Москва) в 1964 г. защитил диссертацию «Изучение глубинного строения земной коры юго-востока Средней Азии по данным сейсмологии» на соискание учёной степени кандидата физико-математических наук, в 1974 г. — докторскую диссертацию «Исследования глубинного строения и динамики земной коры Средней Азии в связи с проблемой прогноза землетрясений». В 1964 г. инициировал создание в Ташкенте Центра сейсмических наблюдений Средней Азии и Казахстана, которым руководил в течение 15 лет, в 1966 г. — Института сейсмологии АН Узбекистана. С 1984 г. — член-корреспондент Академии наук Узбекистана.
С декабря 1990 г. работал в Институте физики Земли (Москва) заведующим лабораторией континентальной сейсмичности, с 2004 г. — главным научным сотрудником. В феврале 1995 г. избран действительным членом Нью-Йоркской Академии наук.

## Научная деятельность
Область научных исследований — фундаментальная и прикладная сейсмология, структура и динамика литосферы, физика очага землетрясений и их прогнозирование, глобальная и региональная сейсмичность, сейсмическая
регионализация и районирование сейсмической опасности.
Автор научного открытия прогностического явления — эмиссии радона перед землетрясениями. Автор более 250 научных работ.

### Семья
Жена — Нина Владимировна Уломова (урожд. Береснева)
- сын Игорь (род. 1960).

## Награды
- Государственная премия Узбекской ССР имени Абу Райхана Беруни (1981) — за работы в области районирования и прогноза сейсмической опасности[2]
- Государственная премия Российской Федерации в области науки и техники (2002) — за работу «Общее сейсмическое районирование территории Российской Федерации: методология и комплект карт ОСР-97»[3].